# Columbushaus
Il Columbushaus (Casa di Colombo) era un edificio moderna di nove piani per uffici e negozi in Potsdamer Platz a Berlino, progettato da Erich Mendelsohn e completato nel 1932. Fu un'icona dell'architettura progressista che superò relativamente indenne la seconda guerra mondiale, ma fu sventrato da un incendio durante la rivolta del giugno 1953 nella Germania Est. Le rovine furono successivamente rase al suolo nel 1957 perché sorgevano nella striscia di confine; il sito dove un tempo sorgeva la struttura fu occupato da attivisti poco prima della caduta del Muro di Berlino.

## Architettura
Il Columbushaus è stato descritto come un "piccolo grattacielo". Era un edificio con struttura in acciaio con dettagli orizzontali, le fasce alternate di finestre e pennacchi ai piani superiori prefigurate da uno schizzo concettuale di Ludwig Mies van der Rohe. (Mendelsohn in seguito affermò che doveva includere corsi di muratura per consentire le insegne al neon e altrimenti avrebbe usato solo metallo e vetro.) Il cliente richiedeva che la facciata si curvasse per seguire la linea di Friedrich-Ebert-Straße e specificò anche che le planimetrie fossero flessibili per consentire un futuro utilizzo come grande magazzino; la soluzione di Erich Mendelsohn fu di far sì che i telai delle finestre delle pareti esterne sopportassero gran parte del carico sui piani superiori per limitare notevolmente il numero di supporti interni e consentire la configurazione degli spazi a piacimento per mezzo di partizioni. Ai piani inferiori, con le loro vetrate continue per uso commerciale, il carico veniva spostato sui supporti interni utilizzando travi trasversali e travi a sbalzo. Era l'edificio per uffici più avanzato d'Europa, e il primo edificio in Germania ad essere dotato di apparecchiature di ventilazione.
Stilisticamente, era "forse l'esempio più pronunciato e rigoroso di progettazione di edifici per uffici moderni a Berlino." Fu concepito come un vero e proprio pezzo di progressismo urbano, in contrasto con il mondo fantastico incarnato dalla Haus Vaterland, sul lato opposto della piazza.
All'epoca, riguardo all'edificio, venne scritto questo:
"Dedicato a una versione idealista dell'America", era intenzionalmente rivoluzionario, la sua altezza e modernità in netto contrasto con gli altri edifici nella piazza, che erano prevalentemente classici nei dettagli e molti dei quali risalivano alla Gründerzeit dell'ultimo quarto del XIX secolo. Doveva essere parte di una riconfigurazione di Potsdamer Platz e dell'adiacente Leipziger Platz come spazi moderni pianificata dallo Stadtbaurat Martin Wagner; a seguito della Grande Depressione, la Columbushaus fu l'unica parte del progetto costruita. Mendelsohn progettò il Columbushaus come parte di un muro di grattacieli attorno alla piazza riformata; prima, nel 1928, proponendo di combinare entrambe le piazze e in un secondo schizzo concettuale, nel 1931, creando una piazza ottagonale separata dalla Potsdamer Platz vera e propria. Sebbene non siano stati costruiti altri edifici per collocarlo nel contesto previsto, "l'ultimo capolavoro del periodo tedesco di Mendelsohn" ebbe una grande influenza.

## Storia

### Contesto e costruzione
Il sito all'angolo tra Friedrich-Ebert-Straße e Bellevuestraße, in un angolo di quello che era noto come il "triangolo Lenné" (tra Bellevuestraße, Friedrich-Ebert-Straße e Lennéstraße), era stato occupato dal Grand Hotel Bellevue, costruito nel 1887/88. Un consorzio di investitori tedeschi progettò di costruire una filiale dei grandi magazzini francesi Galeries Lafayette sul sito e incaricò Mendelsohn di progettarlo per via del suo prestigio di modernista. Tuttavia, i proprietari dei grandi magazzini Wertheim in Leipziger Platz acquistarono immediatamente il terreno adiacente. Poiché parte del sito doveva essere utilizzata per ampliare la strada come parte dei miglioramenti del traffico di Wagner, l'edificio doveva essere molto alto.

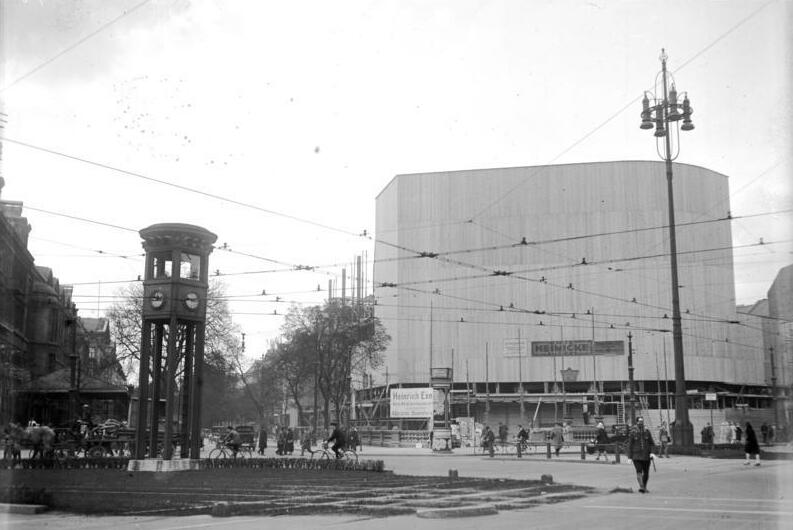
Cartellone pubblicitario alto 20 metri sul sito del Columbushaus, 1928.

Mendelsohn presentò alla città i progetti per un edificio di 15 piani, con due livelli più bassi alle estremità. Doveva esserci un ristorante sul tetto a due piani e grandi lettere che componevano il nome del grande magazzino lungo il bordo del tetto, e l'atrio avrebbe dovuto fungere anche da ingresso della metropolitana. Quando l'approvazione sembrò probabile, l'hotel fu demolito alla fine del 1928 e fece costruire un cartellone pubblicitario alto 20 metri seguendo i contorni del vecchio edificio, con negozi alla base. Il cartellone pubblicizzava il futuro grande magazzino e conteneva anche pubblicità a pagamento, che copriva parte dei costi dei proprietari terrieri. Tuttavia, nel febbraio 1929 il progetto fu respinto perché avrebbe potuto esacerbare i problemi di traffico; invece, fu concesso il permesso per una struttura di nove piani e, nel giugno di quell'anno, l'inizio della costruzione fu annunciato per settembre o ottobre. Tuttavia, ad agosto gli investitori decisero di costruire altrove, ma lo impedirono a causa dello scoppio della Grande Depressione.
Quasi due anni dopo, nell'agosto del 1931, annunciarono che avrebbero invece costruito il Columbushaus di 10 piani sul sito di Potsdamer Platz. Questa versione del progetto fu progettata da Mendelsohn per Wertheim e fu realizzata nel 1931-32.

### Usi

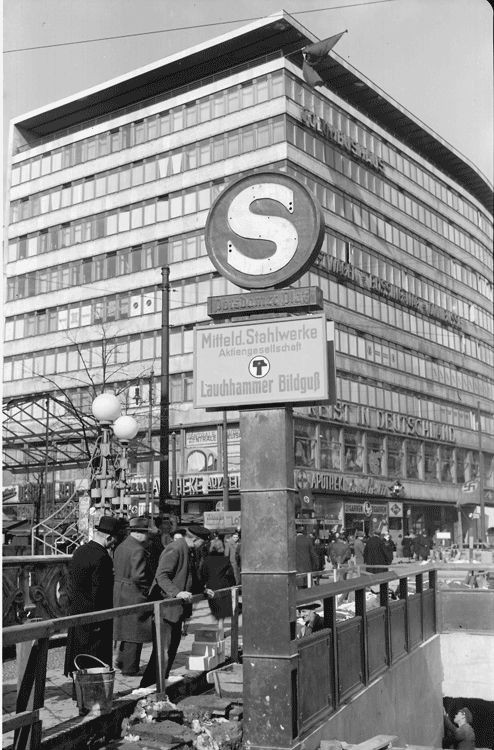
Il Columbushaus nel 1939.

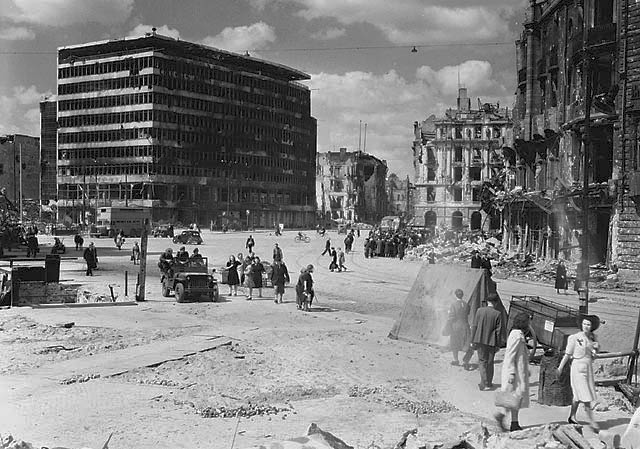
Il Columbushaus e le rovine di altri edifici a Potsdamer Platz, 1945.

Mendelsohn progettò l'edificio per massimizzare il reddito da locazione. Il piano terra era occupato da vari negozi, tra cui una filiale della F. W. Woolworth Company. Erano presenti dei ristoranti-caffetteria al primo e al nono piano. I restanti piani intermedi erano uffici. Inizialmente, l'edificio comprendeva un'agenzia di viaggi, la compagnia di autobus e camion Büssing, la Deutsche Edelstahl e altre note aziende e organizzazioni dell'epoca. Una grande insegna al neon che pubblicizzava il giornale nazista Braune Post era montata sul tetto. Durante le Olimpiadi estive del 1936 a Berlino, il centro informazioni del Comitato Organizzatore Olimpico era ospitato nell'edificio.
Nell'edificio si trovava l'archivio segreto dell'organizzazione di resistenza leninista Neu Beginnen. Il 1° dicembre 1939, Richard von Hegener affittò tre o quattro uffici nell'edificio per un'organizzazione di copertura fondata per realizzare il programma di esecuzione degli inabili fisici e mentali, che divenne nota come Aktion T4 dal vicino indirizzo Tiergartenstraße 4, dove la sua sede si trasferì nella primavera del 1940.
L'edificio fu danneggiato durante la battaglia di Berlino negli ultimi giorni della seconda guerra mondiale, ma grazie alla sua moderna struttura in acciaio, non venne distrutto.
Situato a Mitte, l'edificio si trovava nel settore sovietico della Berlino occupata. Wertheim si servì di parte dello spazio al piano terra per le vendite e i piani superiori per gli uffici. Nel 1948 il consiglio di Berlino Est, il Magistrat, sequestrò la proprietà, e i negozi furono presi in gestione dall'organizzazione nazionale del commercio al dettaglio, HO (Handelsorganisation), e la Polizia popolare vi aprì una sua stazione di polizia.

#### Incendio e demolizione
Durante la rivolta dei lavoratori della Germania Est del 17 giugno 1953, il sindaco di Kreuzberg, Willy Kressmann, esortò la polizia a non opporre resistenza, e i poliziotti gettarono le loro uniformi dalle finestre e issarono una bandiera bianca, ma la folla inferocita diede comunque fuoco all'edificio. Nel 1957 la rovina fu demolita e il sito sgomberato. L'acciaio venne recuperato e riutilizzato per altri scopi.

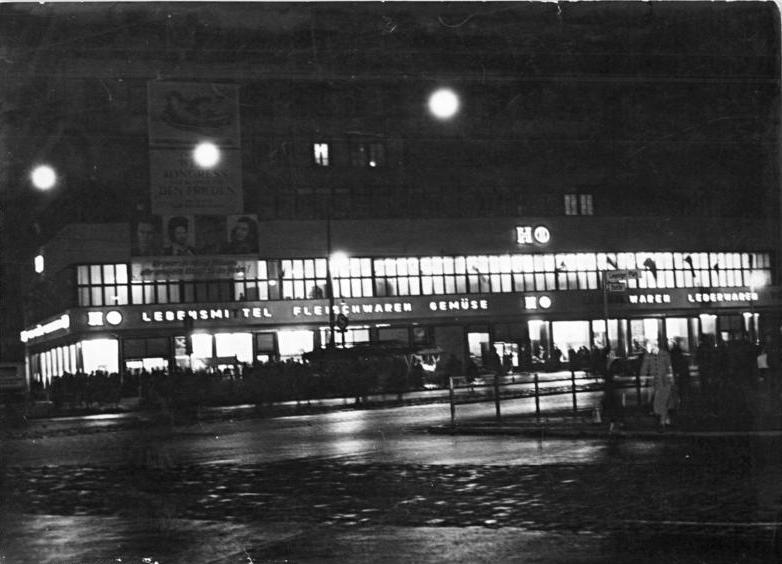
Il negozio dell'HO nel Columbushaus, vista notturna nel gennaio 1951.
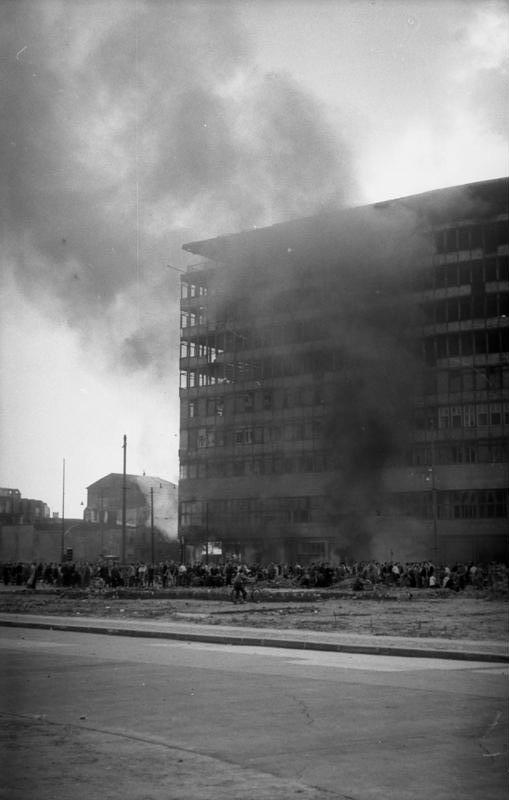
Il Columbushaus in fiamme, 17 giugno 1953.
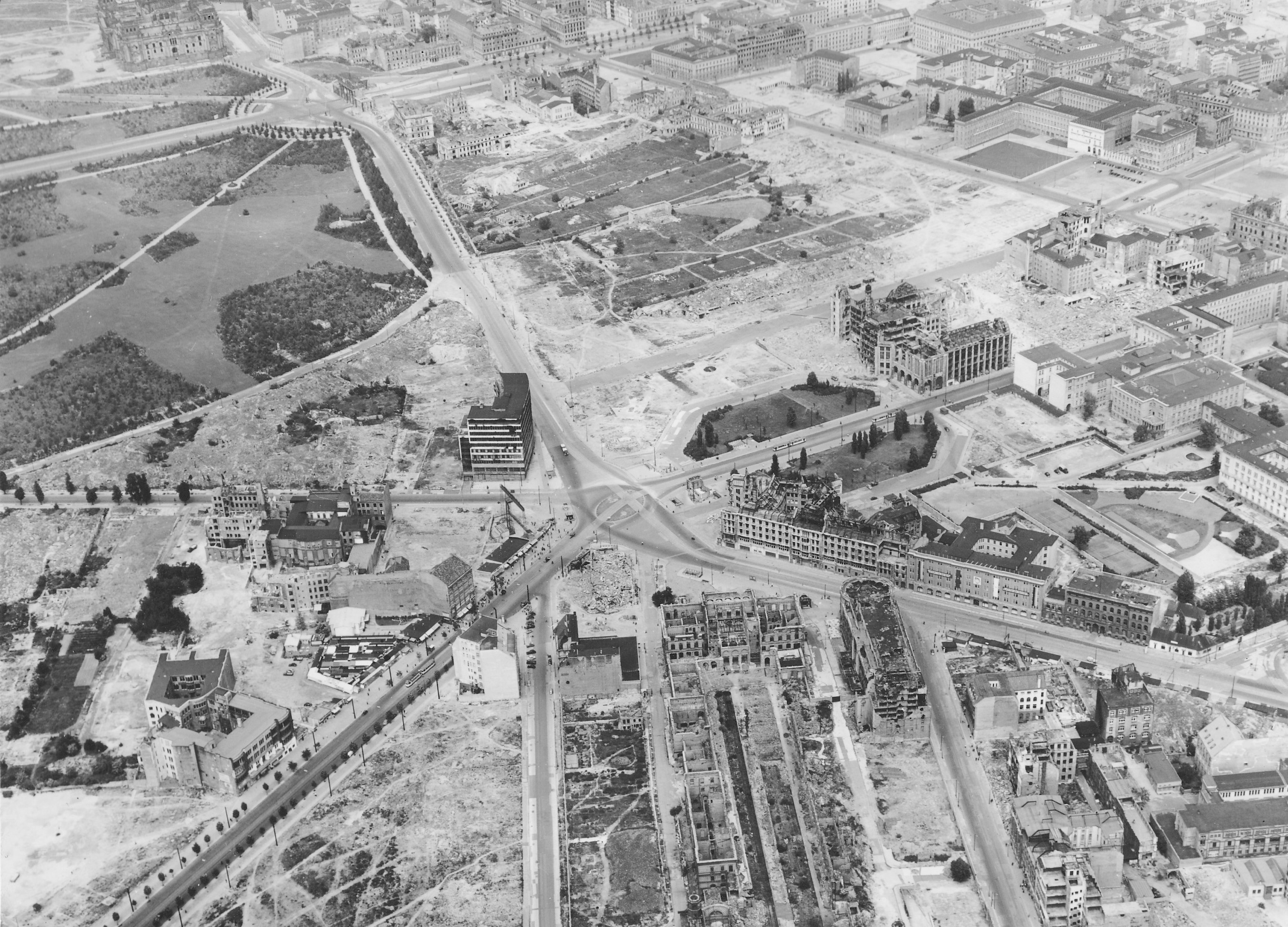
Vista aerea, con il Columbushaus leggermente a sinistra del centro, 1954.
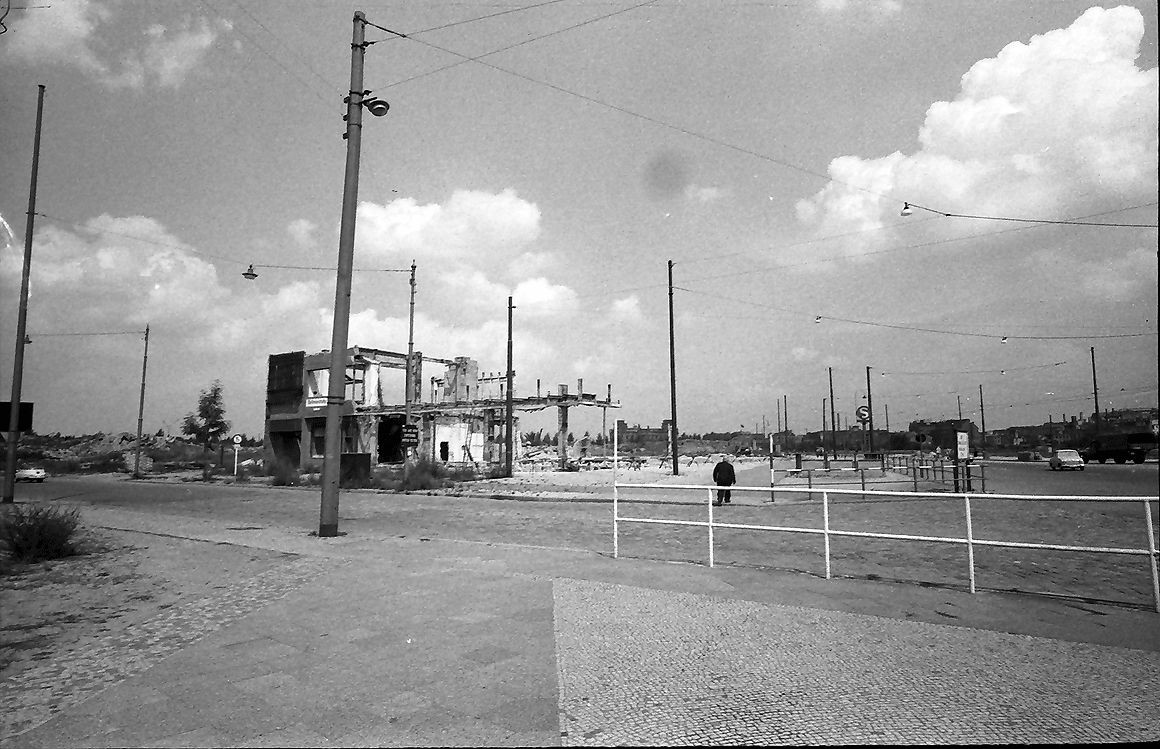
Tutto ciò che rimase dell'edificio nel 1957.

### Conseguenze
Quando il Muro di Berlino fu eretto nel 1961, esso continuava la linea di Friedrich-Ebert-Straße e il triangolo di Lenné si trovava al di fuori di esso, separato dall'ovest solo da una recinzione con pali di cemento; ciò consentiva di risparmiare materiali da costruzione e offriva una visuale migliore sulla terra desolata, ma occasionalmente gli occidentali tagliavano la recinzione.
Nel 1986, le autorità della Germania Est arrestarono Wolfram Hasch per aver fatto dei graffiti politici sul muro. Nel marzo 1988, fu raggiunto un accordo per lo scambio di 16 piccoli appezzamenti di terreno tra Berlino Est e Ovest, incluso il triangolo di Lenné, per consentire la costruzione di un'estensione dell'autostrada; Berlino Ovest pagò anche 76 milioni di marchi tedeschi all'Est. Il triangolo di Lenné divenne quindi parte del distretto di Tiergarten. Tuttavia, prima che lo scambio entrasse in vigore il 1° luglio, gli ambientalisti lo occuparono, costruirono un accampamento e lo dichiararono una zona illegale, l'"angolo Norbert Kubat", dal nome di un giovane che si era tolto la vita in prigione. I manifestanti furono attratti dal sito da tutta la Repubblica Federale e in alcuni casi dall'estero; fu fondata una stazione radio e ci fu una regolare copertura stampa, inclusa la TV straniera. Il numero di coloro che occupavano il sito aumentò fino a circa 600 persone, e dopo che il Senato di Berlino Ovest, non essendo riuscito a ottenere aiuto né dalle forze di occupazione britanniche né da quelle sovietiche, cercò prima di recintare l'area e poi di farli disperdere dalla polizia (suonando musica ad alto volume di notte tra le altre tattiche), fortificarono l'accampamento e lanciarono pietre contro la polizia. La polizia rispose con gas lacrimogeni, gli abusivi con fionde, fuochi d'artificio e molotov. La mattina presto del 1° luglio, quando la polizia entrò, le 180-200 persone che occupavano ancora il sito fuggirono oltre il muro, nella "prima fuga di massa oltre il muro da ovest a est". La polizia di frontiera della Germania Est li aiutò a passare con i loro cani, biciclette e altri beni, e le autorità diedero loro la colazione, li portarono alla stazione di Friedrichstraße al confine attraverso l'ingresso diplomatico, e diedero loro i biglietti in modo che potessero tornare a Berlino Ovest senza essere catturati dalla polizia della Germania Ovest, che aveva rafforzato in anticipo i controlli dei biglietti.
Dopo la riunificazione tedesca, Potsdamer Platz è stata completamente riqualificata. Il triangolo Lenné è ora occupato dal Beisheim Center, che comprende tra le altre strutture gli hotel Marriott e Ritz-Carlton, ed è stato finanziato da Otto Beisheim e altri investitori. In preparazione alla costruzione, iniziata nel 1995, è stata abbattuta una parte del terreno boschivo che si estendeva da circa 30 anni sul sito.

## La leggenda metropolitana: confusione con il Columbia-Haus
Il Columbushaus è stato spesso identificato con il Columbia-Haus (occasionalmente scritto Columbiahaus) sulla Columbiadamm a Tempelhof. Il Columbia-Haus era un ex carcere militare (Militär-Arrestanstalt), aperto nel 1896 come il terzo del suo genere a Berlino. Fu abbandonato nel 1929 e si svuotò. Dopo che la strada adiacente fu ribattezzata Columbiadamm, in onore dell'aereo WB-2 Miss Columbia (NX-237) di Charles Lindbergh, l'edificio vuoto vicino all'aeroporto di Tempelhof fu chiamato Columbia-Haus. Non appena il Partito Nazista salì al potere, come molti locali simili a Berlino, il Columbia-Haus fu trasformato in un cosiddetto "campo di concentramento selvaggio"; istituito spontaneamente, con 400 detenuti entro il settembre 1933, il campo di concentramento di Columbia-Haus fu successivamente formalizzato come parte dell'Ispettorato dei campi di concentramento.
Il campo fu chiuso in preparazione dell'ampliamento dell'aeroporto nel 1936 e l'edificio fu demolito nel 1938 per far posto al nuovo terminal aeroportuale, mai completato, i cui lavori si svolsero tra il 1936 e il 1945. Il sito della prigione fa ora parte del complesso del terminal. Il nome e la sua ubicazione effettiva caddero nell'oblio e il nome Columbiahaus venne nuovamente dato a un nuovo edificio per uffici completato nel 1939 sul Columbiadamm all'angolo con Platz der Luftbrücke, che ora ospita l'Hauptzollamt Berlin (ufficio doganale principale di Berlino). Nelle ricerche del dopoguerra sul campo di concentramento di Columbia, questo edificio fu solitamente, e correttamente, scartato come ubicazione del campo per la sua tarda data di costruzione. Un memoriale per il campo di concentramento fu eretto solo nel 1994, diagonalmente di fronte all'attuale ex sito, che si trovava all'interno dell'aeroporto allora ancora operativo (chiuso nel 2008).
Tuttavia, la sorprendente somiglianza dei nomi ha portato molti a identificare il Columbia-Haus con il Columbushaus, collegando così la storia del campo di concentramento all'ex edificio di Erich Mendelsohn. I due vengono spesso confusi, soprattutto nelle pubblicazioni più vecchie.

## Fonti
- Columbushaus: Geschäfts- und Bürohaus, am Potsdamer Platz, Bellevuestrasse, Ecke Friedrich-Ebert-Strasse, Berlin. Berlin: Bellevue-Immobilien-AG, 195-. OCLC 83346681
- "1931–1932 Columbushaus". Bruno Zevi. Erich Mendelsohn. 1982, Translated ed. New York: Rizzoli, 1985. ISBN 978-0-8478-0555-6. pp. 122–27.